# 1866 год в музыке

## События
- 12 января — Пётр Ильич Чайковский окончил Санкт-Петербургскую консерваторию.
- 17 января — Пётр Ильич Чайковский переехал из Санкт-Петербурга в Москву, где начал преподавать в Музыкальных классах Московского отделения РМО.
- 1 сентября — была открыта Московская консерватория.
- 9 октября — был открыт Королевский оперный театр Мальты.
- 30 ноября — премьера балета «Титания» в Мариинском театре.

## Произведения
- Жорж Бизе — опера «Пертская красавица».
- Антон Брукнер — Симфония № 1.
- Джузеппе Верди — опера «Дон Карлос».
- Эдвард Григ — увертюра «Осенью».
- Лео Делиб — балет «Ручей» (La Source).
- Ференц Лист — оратория «Христос».
- Жюль Массне — «Элегия», балет «Кубок фульского короля» и сюита «Помпея».
- Модест Петрович Мусоргский — опера «Саламбо».
- Жак Оффенбах — опера «Синяя борода]».
- Эмиль Пессар — кантата «Далила» (Большая Римская премия).
- Цезарь Пуни — балет «Титания».
- Бедржих Сметана — комическая опера «Проданная невеста».
- Амбруаз Тома — опера «Миньона».
- Пётр Ильич Чайковский — кантата «К радости», Симфония № 1 «Зимние грёзы».
- Иоганн Штраус — вальс «На прекрасном голубом Дунае».

## Родились
- 4 января — Луи Аббиате
- 13 февраля — Гуго Рёр
- 28 марта — Макс Бендикс
- 14 апреля — Владимир Иванович Бельский
- 18 апреля — Ида Браг
- 17 мая — Эрик Сати
- 31 мая — Владимир Иванович Ребиков
- 3 июня — Альфред Эрнст
- 23 июля — Франческо Чилеа
- 23 июля — Иосиф Иосифович Карбулька
- 8 августа — Драгомир Казаков
- 10 сентября — Тур Аулин
- 12 сентября — Александр Николаевич Шефер
- 2 октября — Фридрих Грюцмахер младший
- 30 октября — Эмма Мейсснер
- 21 ноября — Робер Годе
- 19 декабря — Дагмар Мёллер
- 26 декабря — Адольф Мюльман
- без даты — Аристиде Анчески
- без даты — Аркадий Семёнович Костаньян
- без даты — Алексей Николаевич Круглов

## Скончались
- 1 апреля — Эме Амбруаз Симон Леборн
- 2 февраля — Памфиль Леопольд Франсуа Эмон
- 19 марта — Луи Клаписсон
- 21 марта — Джованни Джентилуомо
- 3 августа — Эдуард Франц Генаст
- 1 декабря — Жюль Демерссман
- без даты — Евгений Иванович Климовский